# Olešná (ort i Tjeckien, Vysočina, lat 49,45, long 15,26)
Olešná är en ort i Tjeckien.   Den ligger i regionen Vysočina, i den centrala delen av landet, 90 km sydost om huvudstaden Prag. Olešná ligger 523 meter över havet och antalet invånare är 515.
Terrängen runt Olešná är lite kuperad. Runt Olešná är det ganska glesbefolkat, med 47 invånare per kvadratkilometer. Närmaste större samhälle är Pelhřimov, 3,3 km sydväst om Olešná. I omgivningarna runt Olešná växer i huvudsak blandskog.